# Gullegem Koerse 2015
La Gullegem Koerse 2015,  quarantunesima edizione della corsa ciclistica, valevole come evento dell'UCI Europe Tour 2015 categoria 1.HC, si svolse il 5 settembre 2015 su un percorso di 171,6,  km. La vittoria fu appannaggio del belga  Kris Boeckmans, che terminò la gara in 4h03'51", precedendo i  connazionali  Benjamin Verraes e Greg van Avermaet.
Al traguardo di Gullegem furono 115 i ciclisti, dei 162 alla partenza, che portarono a termine la competizione.

## Ordine d'arrivo (Top 10)
| Pos. | Corridore          | Squadra      | Tempo    |
| ---- | ------------------ | ------------ | -------- |
| 1    | Kris Boeckmans     | Roompot      | 4h03'51" |
| 2    | Benjamin Verraes   | Wanty        | s.t.     |
| 3    | Greg Van Avermaet  | Etixx        | s.t.     |
| 4    | Yves Lampaert      | Europcar     | s.t.     |
| 5    | Joeri Calleeuw     | Cofidis      | s.t.     |
| 6    | Greg Henderson     | Bretagne-Sé. | s.t.     |
| 7    | Tosh Van Der Sande | Southest     | 21       |
| 8    | Jan Gyselinck      | Nippo        | 21       |
| 9    | Pim Ligthart       | Lotto-Soudal | 2'01     |
| 10   | Ludwig De Winter   | Trek         | 2'03     |